# Fiat Starjet
Starjet – handlowa nazwa silnika benzynowego nowego typu grupy Fiat.
Silniki te to nowe jednostki napędowe Fiata. Spełniające wymagania normy EURO 4. Pierwszym silnikiem tego typu był silnik 95 KM 1.4 16V Starjet. Zastosowany został po raz pierwszy w Fiatach Stilo i Idea w 2004 roku.
Technologia silnika Starjet łączą w sobie jednocześnie 3 zaawansowane technologie:
- system zmiennych zawirowań komór spalania (ang. variable swirl combustion chamber system) bazujący na technologii PDA (ang. Phased Doppler Anemometry). System składa się z:
  - laserowego pomiaru wielkości kropel i rozkładu ich prędkości we wtryskiwanej mieszance
  - przepustnicy regulującej zawirowania na podstawie powyższego pomiaru
- system EGR (ang. Exhaust Gas Recirculation) - system recyrkulacji spalin
- technologia VVT (ang. Variable Valve Timing) - zmiennych faz rozrządu